# تشارلز إف. دانيلز
تشارلز إف. دانيلز (بالإنجليزية: Charles F. Daniels)‏ هو حكم كرة قاعدة ‏ أمريكي، ولد في 13 مارس 1849 في كولتشستر في الولايات المتحدة، وتوفي في 23 مارس 1932 في نورويتش في الولايات المتحدة.